# Zollstock (Messgerät)

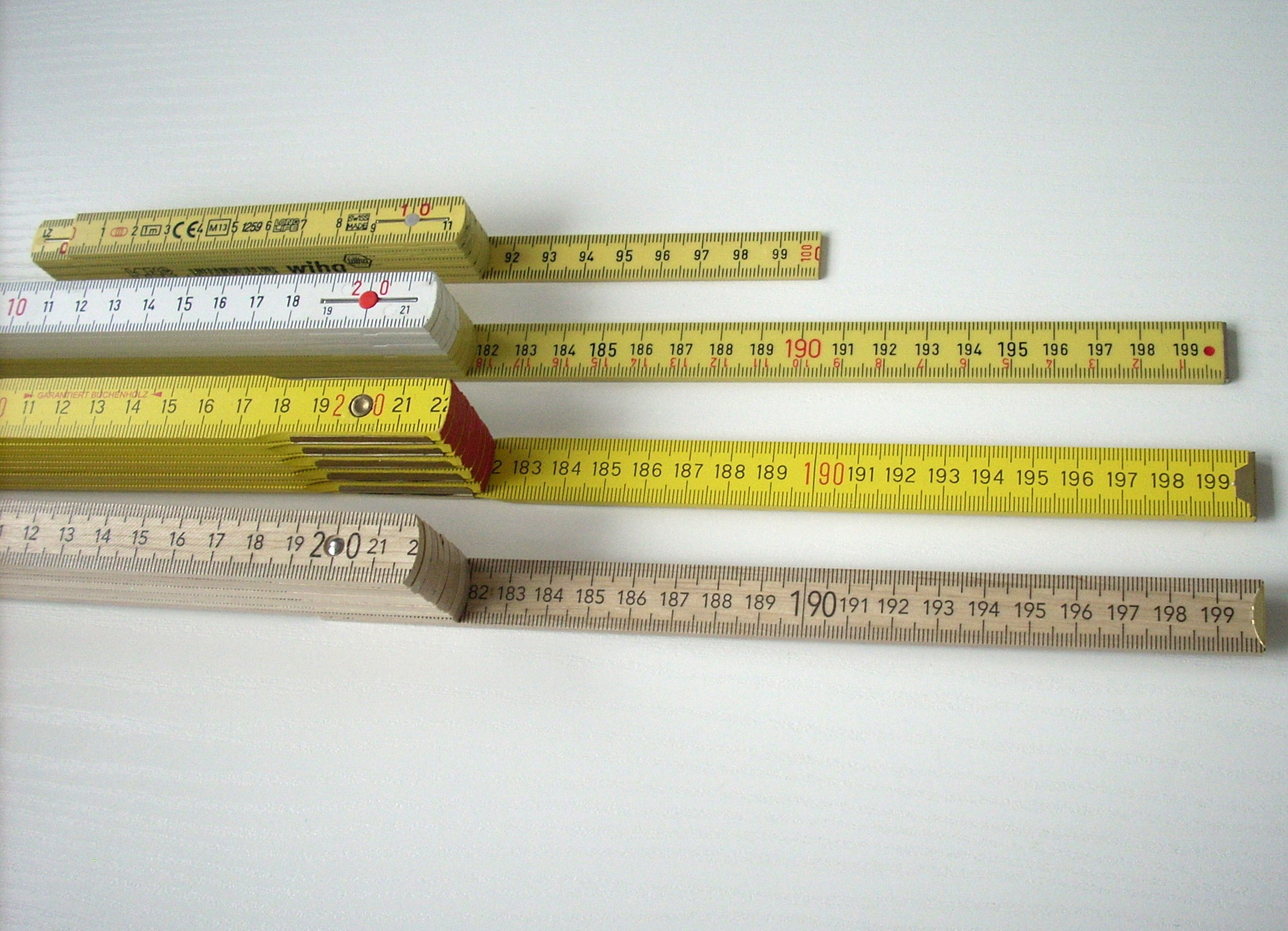
Zollstöcke, v. o. n. u.: 1-m-Kunststoff-Stab, 2-m-Kunststoff-Stab mit zusätzlicher, rückwärts laufender Skala, 2-m-Holz-Stab mit Scharnieren klassischer Bauform, 2-m-Holz-Stab mit verdeckten Scharnieren

Ein Zollstock, fachsprachlich Gliedermaßstab, auch Zollstab oder Meterstab genannt, ist ein Messgerät zur Bestimmung von Längen bis zu vier Metern, wobei die übliche Gesamtlänge zwei Meter ist. Weitere Bezeichnungen, teilweise nur regional gebräuchlich, sind Meter(-maß), Doppelmeter, Klappmeter, Schmiege oder Gelenkgliedermaßstab.
Das Wort Metermaß bezeichnet neben dem Meterstab auch andere einfache Messgeräte wie das Maßband (meist 1,5 Meter) für Textilien, auch als Rollmeter oder Schneidermaßband bezeichnet.

## Beschaffenheit

### Überblick
Der Zollstock besteht aus kurzen Holz-, Kunststoff- oder Metallstreifen, die an den Enden durch genietete Achsen miteinander verbunden sind, wodurch er zusammenlegbar ist. Auseinandergeklappt hat er meist eine Gesamtlänge von einem oder zwei Metern, manchmal drei Meter. Die meisten Zollstöcke sind zwei Meter lang, bestehen aus zehn Gliedern und lassen sich auf eine Länge von ca. 23 bis 25 Zentimetern zusammenklappen. Ein Meterstab von nur einem Meter Länge lässt sich je nach Anzahl der Glieder auf ca. 10 Zentimeter oder 20 Zentimeter zusammenklappen. Früher waren Zollstöcke in Zoll geteilt, woher die noch geläufige Bezeichnung als Zollstock rührt. Üblicherweise waren sie gelb lackiert. Später gab es die Meterstäbe in Zoll- und Millimeter-Einteilung (Vorder- und Rückseite). Mittlerweile sind sie in Kontinentaleuropa im metrischen System ausgeführt und in Millimeter und Zentimeter geteilt.

### Genauigkeit
Für Längenmessgeräte werden Genauigkeitsklassen nach der EG-Richtlinie 2004/22/EG angegeben. Die Genauigkeitsklasse (auch als EG-Genauigkeitsklasse bezeichnet) ist zusammen mit weiteren Kennzeichnungen im Anfangsbereich der Maßskala angegeben.
Die Fehlergrenzen (positiv oder negativ in mm) werden durch die Formel a + b × L ausgedrückt. Dabei ist L die auf den nächsten vollen Meter aufgerundete Größe der zu messenden Länge, a und b sind der Tabelle zu entnehmen.
| Genauigkeitsklasse | a (mm) | b (mm/m) |
| ------------------ | ------ | -------- |
| I                  | 0,1    | 0,1      |
| II                 | 0,3    | 0,2      |
| III                | 0,6    | 0,4      |

### Weitere Kennzeichnungen nach 2004/22/EG
Zollstöcke, die nach 2004/22/EG gekennzeichnet sind, haben neben der Genauigkeitsklasse eine CE-Kennzeichnung. Dem CE-Zeichen folgt ein Rechteck mit einem M und zwei Ziffern. Dies ist die sogenannte Metrologie-Kennzeichnung. Die Ziffern sind die letzten zwei Ziffern des Jahres, „in dem die Kennzeichnung angebracht wurde“, im Allgemeinen also das Herstellungsjahr des Zollstocks.
Der Metrologie-Kennzeichnung folgt die Kennnummer der sogenannten benannten Stelle. Eine Liste der in Deutschland benannten Stellen führt die Physikalisch-Technische Bundesanstalt.

## Varianten

### Zusätzliche Messmöglichkeiten für Zoll und Winkel
Bei Zollstöcken können auf der Vorderseite und Rückseite unterschiedliche Maßeinteilungen vorhanden sein. So verwendet der Tischler oder Zimmerer mitunter eine Seite mit metrischer Einteilung und die Rückseite mit Zoll, da die Holzstärken oft mit Zollmaßen angegeben werden. Manche Zollstöcke verfügen über zusätzliche Einteilungen zur einfachen Winkelmessung (siehe Bilder), zur Umrechnung zwischen Durchmesser und Umfang für eine Blechabwicklung oder eine Fliesen-Teilung.

Zollstöcke mit Sonderanwendungen
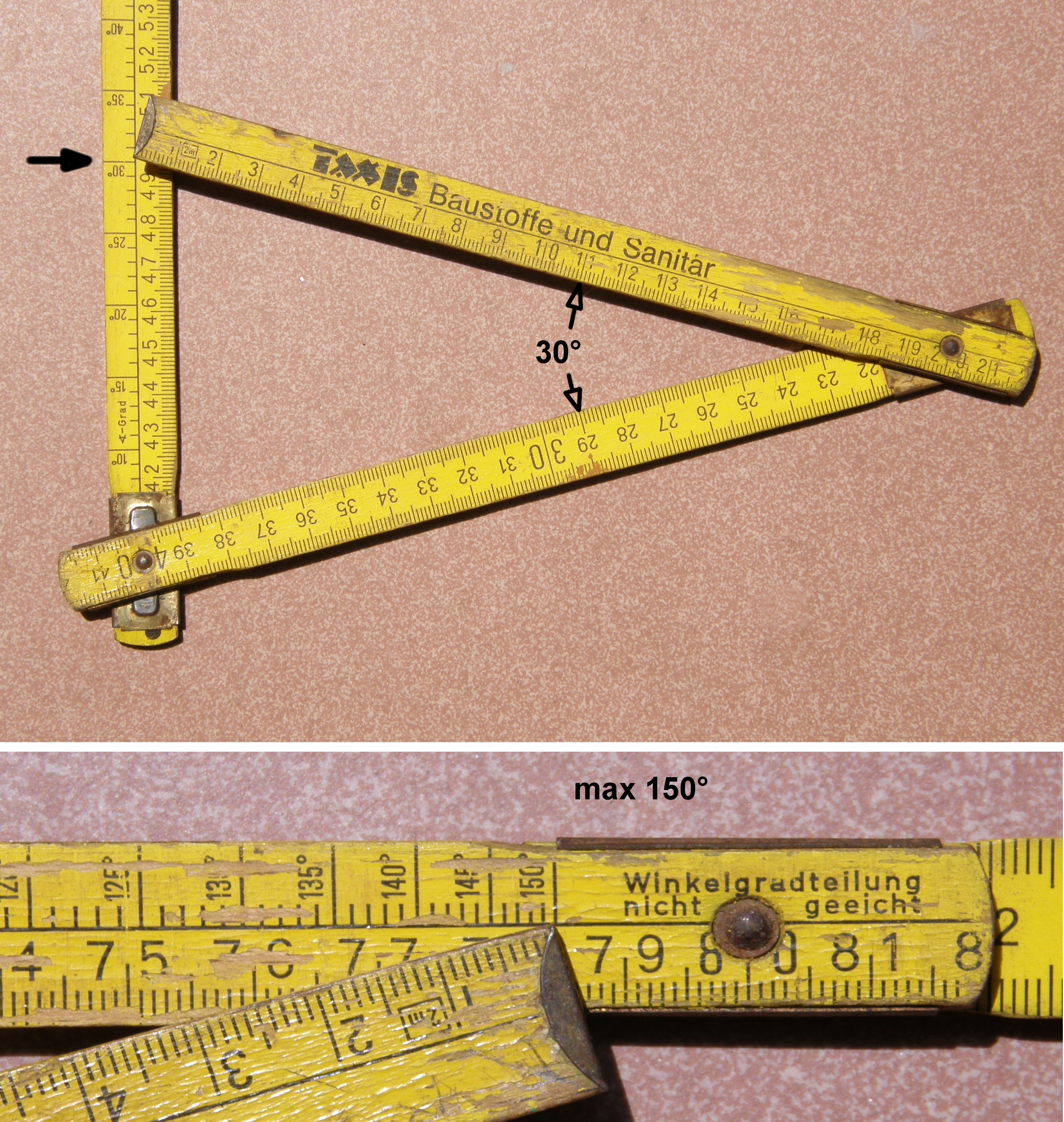
Winkelmesser-Einteilung: hier 30° und maximale 150°
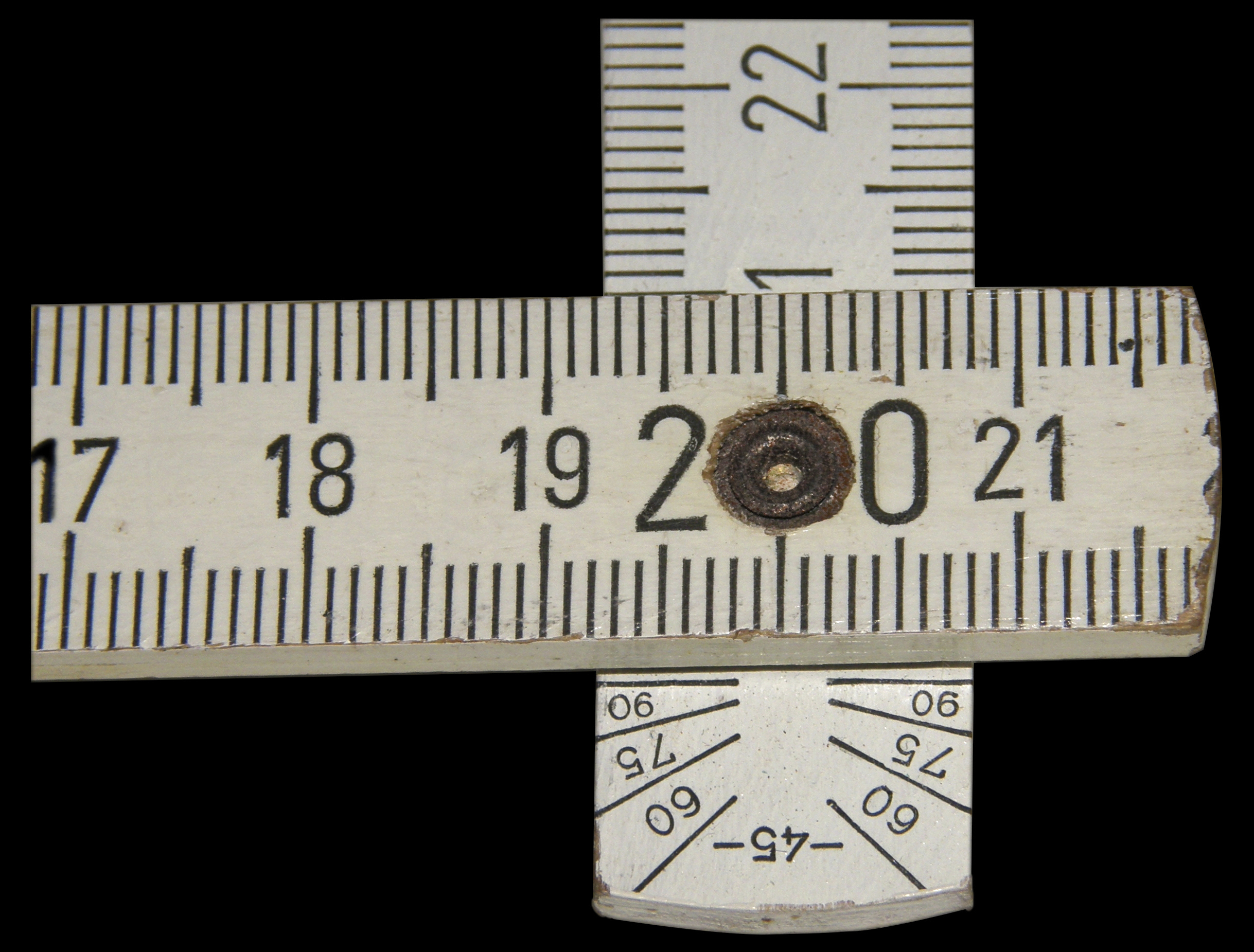
Winkeleinteilung 2. Version: vorgegebene 45°, 60°, 75°, 90°
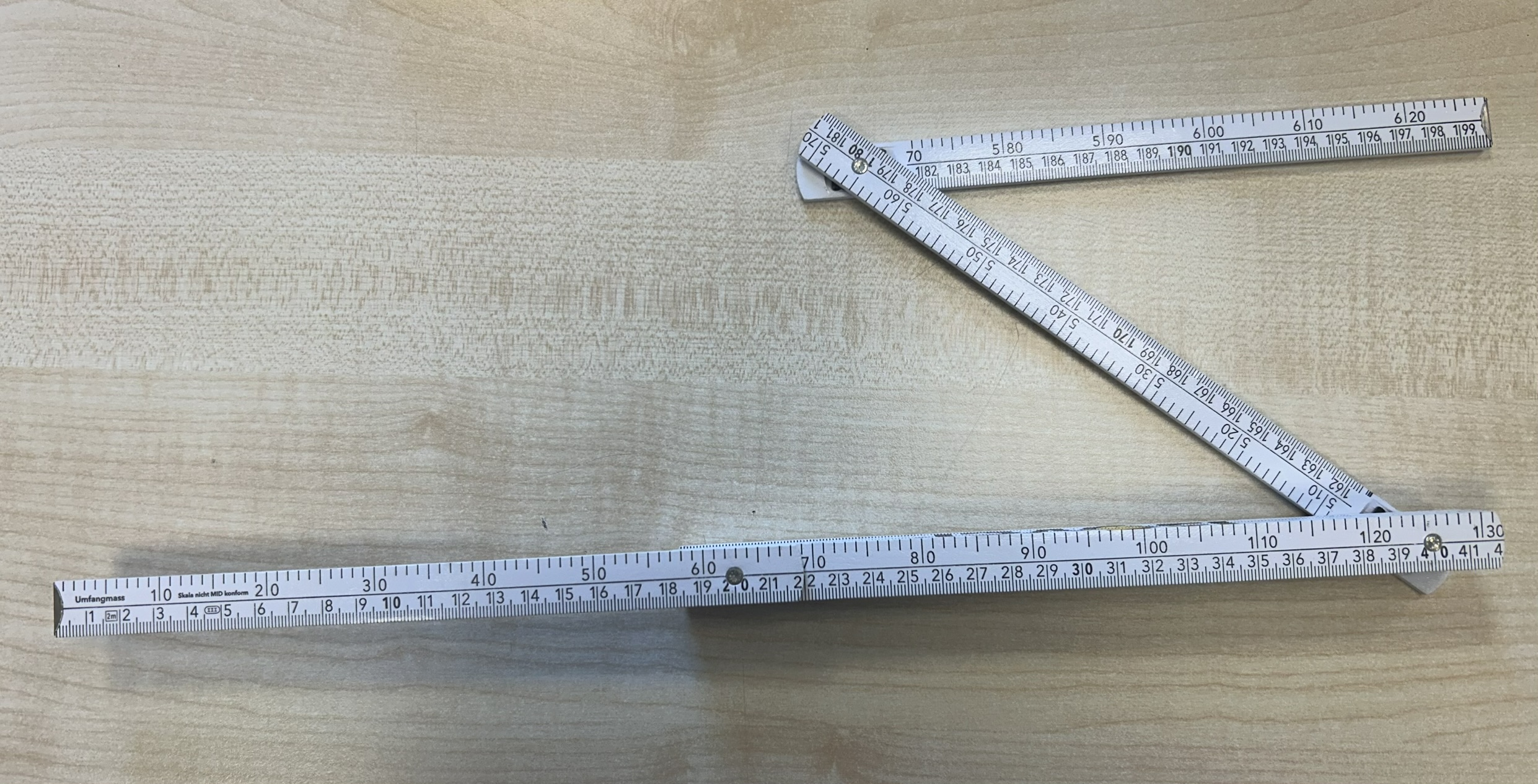
Skala für Blechabwicklungen, um den Faktor {\displaystyle \pi } geänderte Werte

### Spezialvariante mit Tiefenmaß (Tirette)

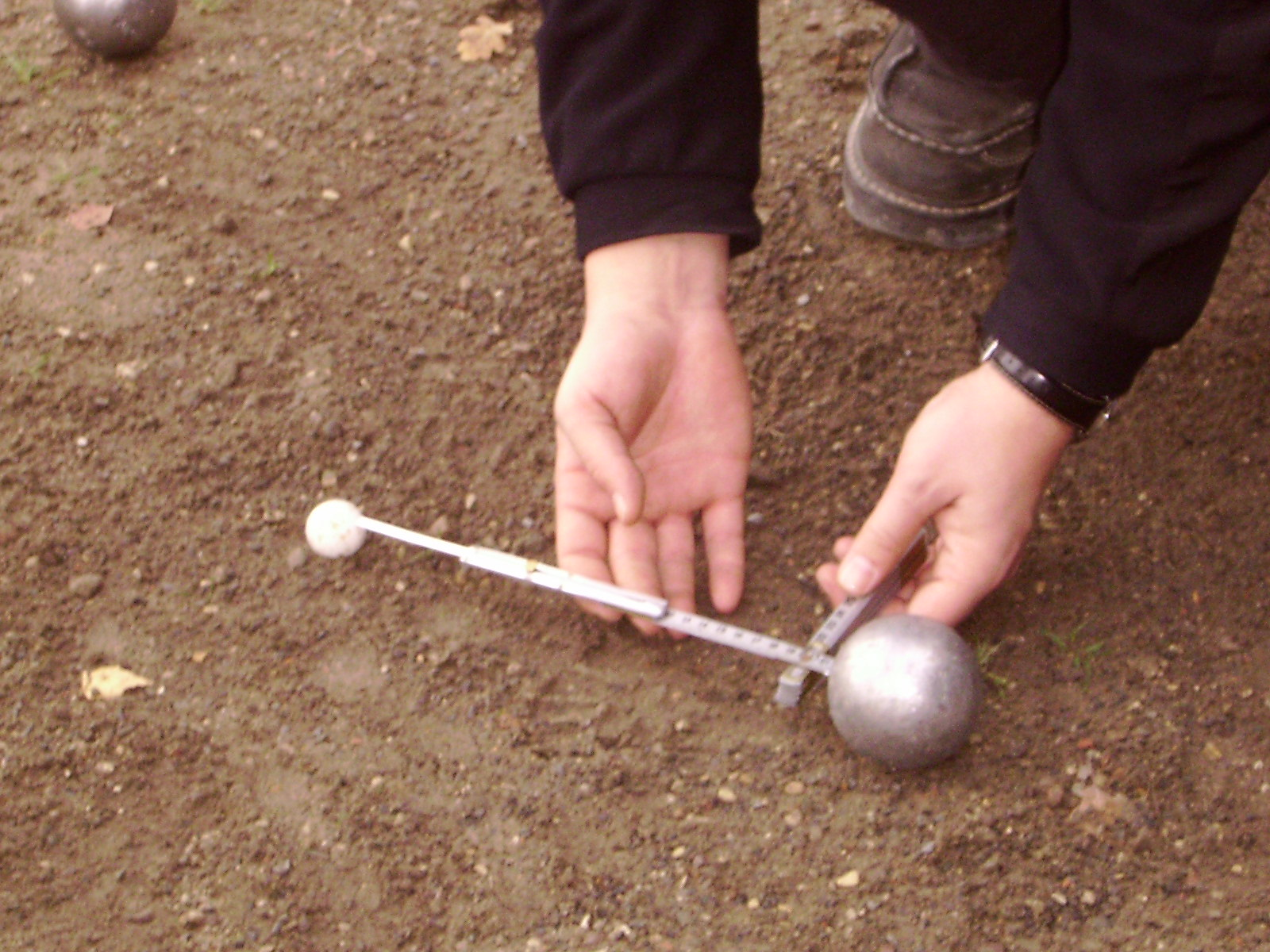
Tirette im Pétanque

Sehr selten gibt es Zollstöcke mit Tiefenmaß. Es besteht, ähnlich wie bei einem Messschieber, aus einem etwa 5 mm breiten, 1 mm starken und etwas über 15 cm langen Metallstreifen mit geprägter Maßeinteilung und einem kleinen Knebel von etwa 2 mm Durchmesser am oberen Ende. Er wird in einer gefrästen Nut an einem Ende des Meterstabes geführt und kann über das Ende herausgeschoben werden, um beispielsweise die Tiefe von Sackbohrungen zu messen. Diese Zollstöcke konnten sich jedoch aufgrund der aufwendigen Fertigung bei gleichzeitiger relativer Ungenauigkeit im Vergleich zu einem „echten“ Messschieber nicht ausreichend durchsetzen, da ein Tiefenmaß vorwiegend im Metallbereich erforderlich ist, wo herkömmliche Zollstöcke eher unüblich sind.
Eine Tirette wird in der Boule-Spielsportart Pétanque zum Messen verwendet, wenn der Abstand von mindestens zwei Spielkugeln zur Zielkugel mit dem Bandmaß nicht zu ermitteln ist.

### Linkshand-Zollstock

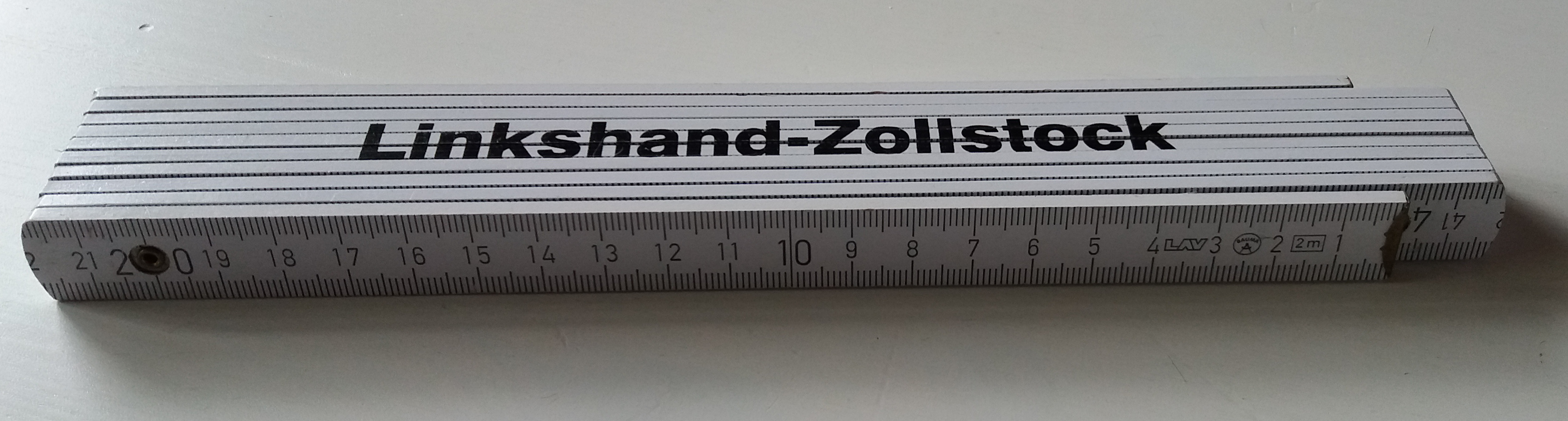
Zollstock für Linkshänder

Für Linkshänder gibt es eine spezielle Variante des Zollstocks. In der linken Hand gehalten, stehen die Zahlen eines gewöhnlichen Zollstocks auf dem Kopf. Der Linkshand-Zollstock gleicht dies durch umgekehrte Bedruckung aus (siehe Abbildung).

## Wortherkunft und Geschichte

### Allgemeines

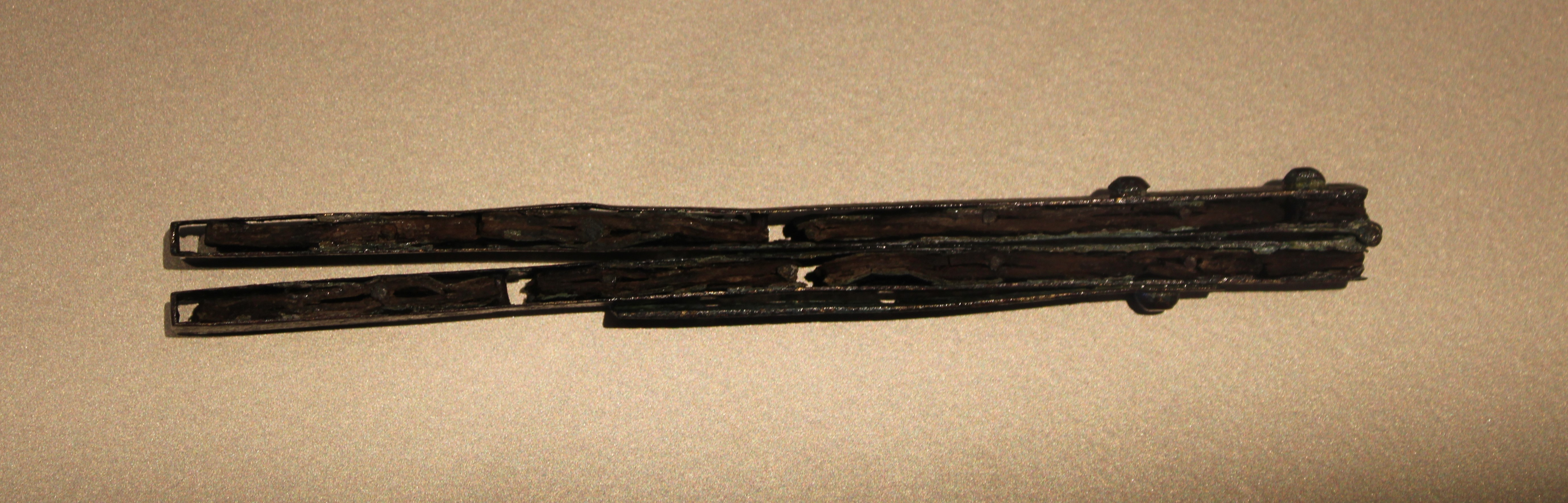
Römischer Faltmaßstab aus Bronze und Holz, 30 v. Chr. bis 70 n. Chr., ausgestellt im Museum Narbo Via.

Schon in römischen Zeiten waren Klapp- oder Faltmaßstäbe aus Bronze, Messing oder Holz bekannt.
Der Name Zollstock deutet darauf hin, dass damit ein starrer Stab – ein Stock – von der Länge eines Fußes, einer Elle oder eines Klafters, der in Zoll geteilt war, gemeint war. Der Name wurde später auch für heutige zusammenlegbare Stäbe beibehalten.

### Entwicklung der heutigen Mechanik

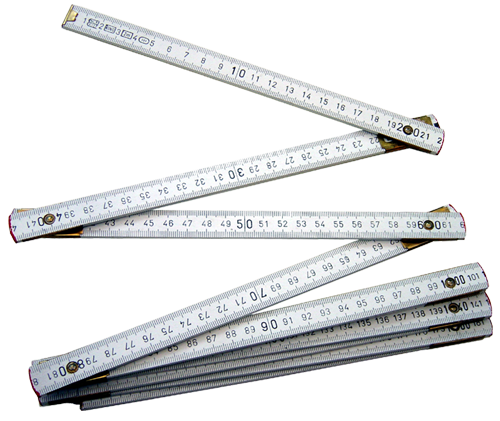
Funktionsweise des Gliedergelenkstabmaßes

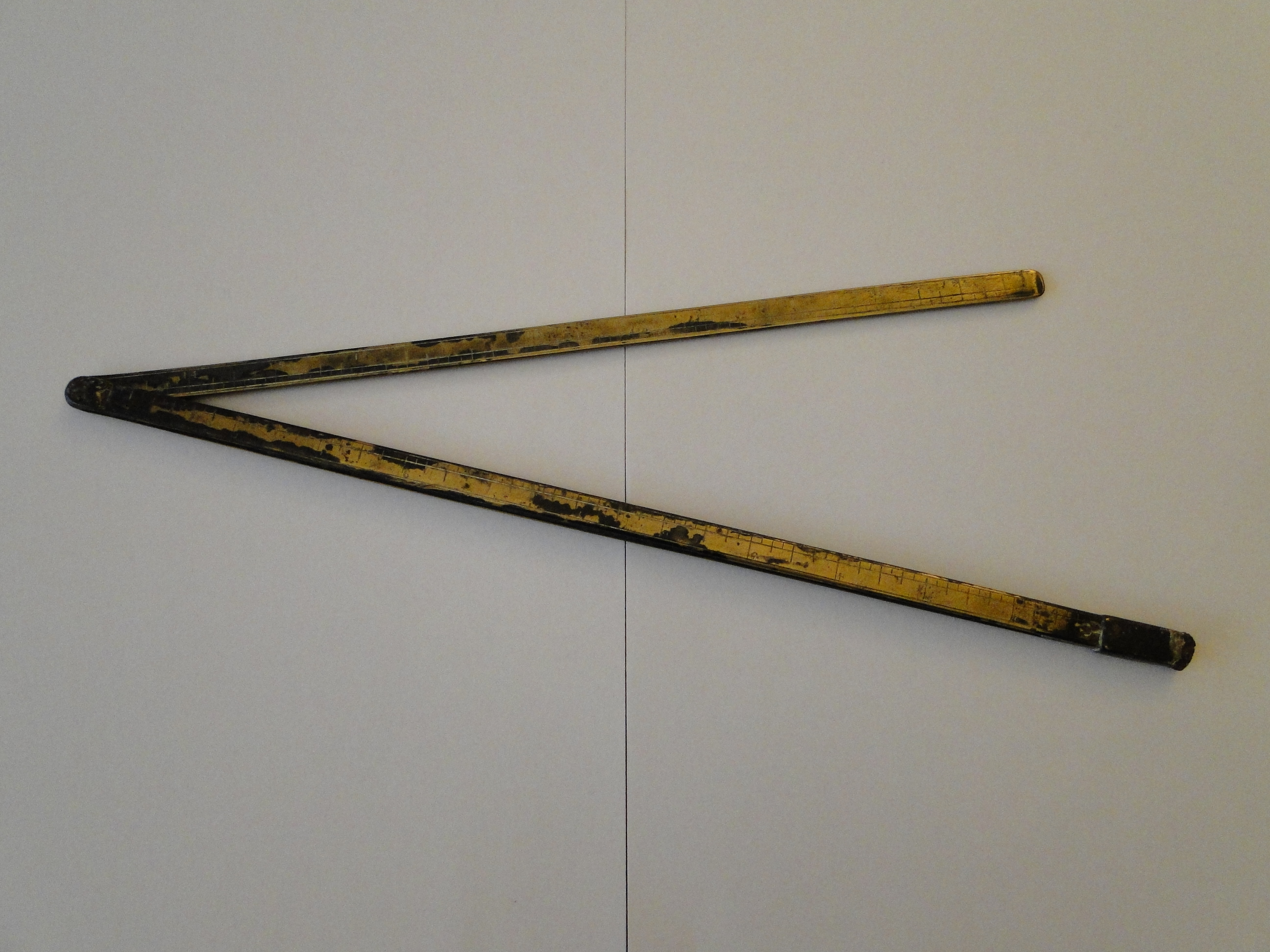
Messing-Klappzollstock (um 1869)

Bereits in Diderots Encyclopédie aus der zweiten Hälfte des 18. Jahrhunderts finden sich Abbildungen von genieteten Gelenkmaßstäben in der heutigen Form. Im ausgehenden 19. Jahrhundert wurden Modelle mit Federn im Gelenk hergestellt, die den Maßstab im gestreckten und gefalteten Zustand arretieren. Die aus Maikammer stammenden Brüder Franz und Anton Ullrich ließen nach über 30-jähriger Entwicklungszeit 1886 ein solches Federgelenk patentieren. Bereits drei Jahre später fand der Klappmeter auf der Weltausstellung in Paris große Beachtung. Gustav Ullrich, der Neffe des Erfinders Anton Ullrich, gründete 1889 in Annweiler am Trifels das Unternehmen Stabila, das noch existiert. Etwa zur gleichen Zeit entwickelte der Schwede Karl-Hilmer Johansson Kollén einen zusammenklappbaren Maßstab, der neben dem Schwedischen Zollmaß auch die neu eingeführte Zentimeterskalierung besaß.

## Andere Geräte und Werkzeuge zur Längenmessung
Ein starres Metermaß (Schneiderelle) wird häufig im Textilhandel verwendet, wo Stoffe vom Ballen heruntergemessen werden. Diese Meterstäbe sind meist in Zentimeter geteilt. Holzfäller verwenden ein starres Metermaß, um Scheite einen Meter lang zu schneiden. Ein Maßband, Messband oder Bandmaß ist aus einem flexiblen Material (Stoff, Kunststoff, Stahl), das sich aufrollen lässt. Diese Maßbänder gibt es für verschiedene Einsatzgebiete und in verschiedenen Längen. Eine Messlatte, die meist drei oder fünf Meter Länge besitzt, wurde in der Vermessungstechnik zur Längenmessung verwendet. Klappbare, steckbare oder als Teleskop ausfahrbare Nivellierlatten werden in der Geodäsie und im Bauwesen verwendet, um Höhendifferenzen zu bestimmen.
An öffentlichen Gebäuden, die früher nahe an Marktplätzen standen (Kirchen, Rathäuser), gibt es häufig am Sockel etwa in Augenhöhe Markierungen für starre Längen, wie sie bei Verkäufen nötig waren. Diese sind die regionaltypischen Verkaufsgrundmaße.

## Museen
| Institution                       | Ort            | Landkreis                        | Bundesland    |
| --------------------------------- | -------------- | -------------------------------- | ------------- |
| Zollstockmuseum in Bestensee      | Bestensee      | Dahme-Spreewald                  | Brandenburg   |
| Zollstockmuseum in Dippoldiswalde | Dippoldiswalde | Sächsische Schweiz-Osterzgebirge | Sachsen       |
| Zollstockmuseum in Wiedensahl     | Wiedensahl     | Schaumburg                       | Niedersachsen |